# Volta ao Algarve 2019
La Volta ao Algarve 2019, quarantacinquesima edizione della corsa, valevole come evento dell'UCI Europe Tour 2019 categoria 2.HC, si è svolta in cinque tappe dal 20 al 24 febbraio 2019 su un percorso di 778,6 km, con partenza da Portimão e arrivo all'Alto do Malhão, in Portogallo. La vittoria è stata appannaggio dello sloveno Tadej Pogačar, che ha completato il percorso in 19h26'34" precedendo il danese Søren Kragh Andersen e l'olandese Wout Poels.
Al traguardo dell'Alto do Malhão 126 ciclisti, dei 168 partiti da Portimão, hanno portato a termine la competizione.

## Tappe
| Tappa  | Data        | Percorso                          | km    | Vincitore di tappa | Leader cl. generale |
| ------ | ----------- | --------------------------------- | ----- | ------------------ | ------------------- |
| 1ª     | 20 febbraio | Portimão > Lagos                  | 199,1 | Fabio Jakobsen     | Fabio Jakobsen      |
| 2ª     | 21 febbraio | Almodôvar > Alto da Fóia          | 187,4 | Tadej Pogačar      | Tadej Pogačar       |
| 3ª     | 22 febbraio | Lagoa > Lagoa (cron. individuale) | 20,3  | Stefan Küng        | Tadej Pogačar       |
| 4ª     | 23 febbraio | Albufeira > Tavira                | 198,3 | Dylan Groenewegen  | Tadej Pogačar       |
| 5ª     | 24 febbraio | Faro > Alto do Malhão             | 173,5 | Zdeněk Štybar      | Tadej Pogačar       |
| Totale | Totale      | Totale                            | 778,6 |                    |                     |

## Squadre e corridori partecipanti
| N.      | Cod. | Squadra               |
| ------- | ---- | --------------------- |
| 1-7     | BOH  | Bora-Hansgrohe        |
| 11-17   | CPT  | CCC Team              |
| 21-27   | DQT  | Deceuninck-Quick-Step |
| 31-37   | GFC  | Groupama-FDJ          |
| 41-47   | LTS  | Lotto Soudal          |
| 51-57   | TDD  | Team Dimension Data   |
| 61-67   | TJV  | Team Jumbo-Visma      |
| 71-77   | TKA  | Team Katusha Alpecin  |
| 81-87   | SKY  | Team Sky              |
| 91-97   | SUN  | Team Sunweb           |
| 101-107 | TFS  | Trek-Segafredo        |
| 111-117 | UAD  | UAE Team Emirates     |

| N.      | Cod. | Squadra                    |
| ------- | ---- | -------------------------- |
| 121-127 | CJR  | Caja Rural-Seguros RGA     |
| 131-136 | COF  | Cofidis, Solutions Crédits |
| 141-147 | W52  | W52/FC Porto               |
| 151-157 | WGG  | Wanty-Gobert Cycling Team  |
| 161-167 | AVL  | Aviludo-Louletano          |
| 171-177 | EFP  | Efapel                     |
| 181-187 | LAA  | L.A. Aluminios/L.A. Sport  |
| 191-197 | MIR  | Miranda-Mortágua           |
| 201-207 | RPB  | Rádio Popular-Boavista     |
| 211-217 | STA  | Sporting/Tavira            |
| 221-227 | VFB  | UD Oliveirense/InOutbuild  |
| 231-237 | CDF  | Vito-Feirense-Pnb          |

## Dettagli delle tappe

### 1ª tappa
- 20 febbraio: Portimão > Lagos – 199,1 km

Risultati
| Pos. | Corridore        | Squadra    | Tempo    |
| ---- | ---------------- | ---------- | -------- |
| 1    | Fabio Jakobsen   | Deceuninck | 4h52'59" |
| 2    | Arnaud Démare    | Groupama   | s.t.     |
| 3    | Pascal Ackermann | Bora       | s.t.     |

| Pos. | Corridore        | Squadra    | Tempo    |
| ---- | ---------------- | ---------- | -------- |
| 1    | Fabio Jakobsen   | Deceuninck | 4h52'59" |
| 2    | Arnaud Démare    | Groupama   | s.t.     |
| 3    | Pascal Ackermann | Bora       | s.t.     |

### 2ª tappa
- 21 febbraio: Almodôvar > Alto da Fóia – 187,4 km

Risultati
| Pos. | Corridore     | Squadra    | Tempo    |
| ---- | ------------- | ---------- | -------- |
| 1    | Tadej Pogačar | UAE        | 4h58'25" |
| 2    | Wout Poels    | Sky        | a 1"     |
| 3    | Enric Mas     | Deceuninck | a 3"     |

| Pos. | Corridore     | Squadra    | Tempo    |
| ---- | ------------- | ---------- | -------- |
| 1    | Tadej Pogačar | UAE        | 9h51'24" |
| 2    | Wout Poels    | Sky        | a 1"     |
| 3    | Enric Mas     | Deceuninck | a 3"     |

### 3ª tappa
- 22 febbraio: Lagoa > Lagoa – Cronometro individuale – 20,3 km

Risultati
| Pos. | Corridore         | Squadra    | Tempo  |
| ---- | ----------------- | ---------- | ------ |
| 1    | Stefan Küng       | Groupama   | 24'33" |
| 2    | S. Kragh Andersen | Sunweb     | a 2"   |
| 3    | Yves Lampaert     | Deceuninck | a 5"   |

| Pos. | Corridore         | Squadra    | Tempo     |
| ---- | ----------------- | ---------- | --------- |
| 1    | Tadej Pogačar     | UAE        | 10h16'14" |
| 2    | Enric Mas         | Deceuninck | a 31"     |
| 3    | S. Kragh Andersen | Sunweb     | a 36"     |

### 4ª tappa
- 23 febbraio: Albufeira > Tavira – 198,3 km

Risultati
| Pos. | Corridore         | Squadra  | Tempo    |
| ---- | ----------------- | -------- | -------- |
| 1    | Dylan Groenewegen | Jumbo    | 4h56'07" |
| 2    | Arnaud Démare     | Groupama | s.t.     |
| 3    | Jasper Philipsen  | UAE      | s.t.     |

| Pos. | Corridore         | Squadra | Tempo     |
| ---- | ----------------- | ------- | --------- |
| 1    | Tadej Pogačar     | UAE     | 15h12'28" |
| 2    | S. Kragh Andersen | Sunweb  | a 29"     |
| 3    | Wout Poels        | Sky     | a 30"     |

### 5ª tappa
- 24 febbraio: Faro > Alto do Malhão – 173,5 km

Risultati
| Pos. | Corridore         | Squadra    | Tempo    |
| ---- | ----------------- | ---------- | -------- |
| 1    | Zdeněk Štybar     | Deceuninck | 4h13'48" |
| 2    | S. Kragh Andersen | Sunweb     | a 3"     |
| 3    | Wout Poels        | Sky        | a 9"     |

| Pos. | Corridore         | Squadra | Tempo     |
| ---- | ----------------- | ------- | --------- |
| 1    | Tadej Pogačar     | UAE     | 19h26'34" |
| 2    | S. Kragh Andersen | Sunweb  | a 14"     |
| 3    | Wout Poels        | Sky     | a 21"     |

## Evoluzione delle classifiche
| Tappa              | Vincitore          | Classifica generale Maglia gialla | Classifica a punti Maglia rossa | Classifica scalatori Maglia azzurra | Classifica giovani Maglia bianca | Classifica a squadre |
| ------------------ | ------------------ | --------------------------------- | ------------------------------- | ----------------------------------- | -------------------------------- | -------------------- |
| 1ª                 | Fabio Jakobsen     | Fabio Jakobsen                    | Fabio Jakobsen                  | David Ribeiro                       | Fabio Jakobsen                   | Lotto Soudal         |
| 2ª                 | Tadej Pogačar      | Tadej Pogačar                     | Fabio Jakobsen                  | Tadej Pogačar                       | Tadej Pogačar                    | UAE Team Emirates    |
| 3ª                 | Stefan Küng        | Tadej Pogačar                     | Fabio Jakobsen                  | Tadej Pogačar                       | Tadej Pogačar                    | Team Sunweb          |
| 4ª                 | Dylan Groenewegen  | Tadej Pogačar                     | Arnaud Démare                   | Tadej Pogačar                       | Tadej Pogačar                    | Team Sunweb          |
| 5ª                 | Zdeněk Štybar      | Tadej Pogačar                     | Pascal Ackermann                | Tim Declercq                        | Tadej Pogačar                    | Team Sky             |
| Classifiche finali | Classifiche finali | Tadej Pogačar                     | Pascal Ackermann                | Tim Declercq                        | Tadej Pogačar                    | Team Sky             |

Maglie indossate da altri ciclisti in caso di due o più maglie vinte
- Nella 2ª tappa Arnaud Démare ha indossato la maglia rossa al posto di Fabio Jakobsen e Neilson Powless ha indossato quella bianca al posto di Fabio Jakobsen.
- Dalla 3ª alla 5ª tappa Amaro Antunes ha indossato la maglia azzurra al posto di Tadej Pogačar e Neilson Powless ha indossato quella bianca al posto di Tadej Pogačar.

## Classifiche finali

### Classifica generale - Maglia gialla
| Pos. | Corridore         | Squadra    | Tempo     |
| ---- | ----------------- | ---------- | --------- |
| 1    | Tadej Pogačar     | UAE        | 19h26'34" |
| 2    | S. Kragh Andersen | Sunweb     | a 14"     |
| 3    | Wout Poels        | Sky        | a 21"     |
| 4    | Enric Mas         | Deceuninck | a 25"     |
| 5    | Sam Oomen         | Sunweb     | a 1'40"   |
| 6    | Zdeněk Štybar     | Deceuninck | a 1'54"   |
| 7    | Neilson Powless   | Jumbo      | a 2'50"   |
| 8    | Amaro Antunes     | CCC        | a 2'52"   |
| 9    | João Rodrigues    | W52        | a 3'27"   |
| 10   | Simon Špilak      | Katusha    | a 3'47"   |

### Classifica a punti - Maglia rossa
| Pos. | Corridore         | Squadra    | Punti |
| ---- | ----------------- | ---------- | ----- |
| 1    | Pascal Ackermann  | Bora       | 29    |
| 2    | Fabio Jakobsen    | Deceuninck | 25    |
| 3    | Dylan Groenewegen | Jumbo      | 25    |
| 4    | Wout Poels        | Sky        | 22    |
| 5    | Jasper De Buyst   | Lotto      | 21    |

### Classifica scalatori - Maglia azzurra
| Pos. | Corridore           | Squadra    | Punti |
| ---- | ------------------- | ---------- | ----- |
| 1    | Tim Declercq        | Deceuninck | 15    |
| 2    | Wout Poels          | Sky        | 11    |
| 3    | Tadej Pogačar       | UAE        | 10    |
| 4    | Amaro Antunes       | CCC        | 8     |
| 5    | V. García de Mateos | Aviludo    | 8     |

### Classifica giovani - Maglia bianca
| Pos. | Corridore       | Squadra    | Tempo     |
| ---- | --------------- | ---------- | --------- |
| 1    | Tadej Pogačar   | UAE        | 19h26'34" |
| 2    | Neilson Powless | Jumbo      | a 2'50"   |
| 3    | Marc Hirschi    | Sunweb     | a 10'40"  |
| 4    | Casper Pedersen | Sunweb     | a 25'01"  |
| 5    | Hugo Nunes      | Rádio Pop. | a 25'38"  |

### Classifica a squadre
| Pos. | Squadra               | Tempo     |
| ---- | --------------------- | --------- |
| 1    | Team Sky              | 58h26'14" |
| 2    | UAE Team Emirates     | a 2'58"   |
| 3    | Team Sunweb           | a 3'40"   |
| 4    | Deceuninck-Quick-Step | a 5'16"   |
| 5    | Team Dimension Data   | a 11'24"  |